# Valentin Rose der Ältere
Valentin Rose (der Ältere) (* 16. August 1736 in Neuruppin; † 28. April 1771 in Berlin) war ein deutscher Apotheker und Chemiker in Berlin.

## Leben und Wirken
Er entstammte einer Familie von Kaufleuten und Lehrern aus Neuruppin. Der Vater Johann Rose war Kaufmann, die Mutter war Margarethe Elisabeth Ludewig.
Valentin Rose machte eine Ausbildung zum Apotheker bei Andreas Sigismund Marggraf in Berlin.
1761 kaufte er die Apotheke „Zum Weißen Schwan“ in der Spandauer Straße. Er profilierte sich als Chemiker und entwickelte das Rose'sche Metall, eine niedrigschmelzende Metalllegierung. Valentin Rose war auch Mitglied im Collegium medicum. 1770/71 schlug er die Einladung aus, an der neu gegründeten Bergschule Chemie zu unterrichten. Seine Vorbedingung, den Unterricht vor allem praktisch mit Experimenten zu gestalten, wurde aus Kostengründen abgelehnt.
Der spätere bedeutende Chemiker Martin Heinrich Klaproth wurde 1770 sein Lehrling und leitete die Apotheke nach Roses frühem Tod als Provisor. Er machte sie zu einem Zentrum chemisch-pharmazeutischer Forschung in Berlin und bildete auch den Sohn Valentin Rose der Jüngere aus, der diese dann später übernahm.